# SMS Triglav (1917)
SMS Triglav – austro-węgierski niszczyciel z początku XX wieku. Siódma jednostka typu Tátra, pierwsza z drugiej serii okrętów tego typu. Miała zastąpić okręt o tej samej nazwie (SMS „Triglav”) który zatonął na minie 29 grudnia 1915 roku. Drugi „Triglav” przetrwał I wojnę światową i w 1920 roku został przekazany Włochom; wcielony do Regia Marina pod nazwą Grado. Skreślony z listy floty w 1937 roku.
„Triglav” wyposażony był w sześć kotłów parowych opalanych ropą, dwa z nich mogły być również opalane węglem. Współpracowały one z dwoma turbinami parowymi AEG-Curtis. Okręt uzbrojony był w dwie pojedyncze armaty kalibru 100 mm L/50 (po jednej na dziobie i rufie), sześć pojedynczych armat 66 mm L/45 (po trzy na każdej burcie), ciężki karabin maszynowy Schwarzlose kalibru 8 mm oraz dwie podwójne wyrzutnie torped kalibru 450 mm. Dwie armaty 66 mm ustawione były na podstawach przeciwlotniczych.